# 劉景素
劉 景素（りゅう けいそ、元嘉29年（452年）- 元徽4年7月8日（476年8月13日））は、南朝宋の皇族。建平王。

## 経歴
建平王劉宏の子として生まれた。若くして文章を好み、父と性格がよく似ていたとされる。大明4年（460年）、寧朔将軍・南済陰郡太守となった。後に歴陽南譙二郡太守に転じた。中書侍郎に任じられたが、受けなかった。泰始元年（465年）12月、監南豫豫二州諸軍事・輔国将軍・南豫州刺史に任じられたが、やはり受けなかった。太子中庶子となり、歩兵校尉を兼ねた。泰始2年（466年）、太子左衛率となり、給事中の位を加えられた。9月、冠軍将軍・南兗州刺史に任じられた。後に丹陽尹に転じ、呉興郡太守をつとめた。泰始5年（469年）12月、使持節・監湘州諸軍事・湘州刺史に任じられた。泰始7年（471年）2月、都督荊湘雍益梁寧南北秦八州諸軍事・左将軍・荊州刺史となった。建康に召還されて散騎常侍・後将軍・太常に任じられたが、受けなかった。泰豫元年（472年）閏月、使持節・都督南徐南兗兗徐青冀六州諸軍事・鎮軍将軍・南徐州刺史として出向した。元徽元年（473年）8月、鎮北将軍の号を受けた。元徽2年（474年）5月、桂陽王劉休範が反乱を起こすと、景素は兵を集めて、朝廷の援軍の名目で建康に進軍したが、ひそかに両端を持した。7月、征北将軍・開府儀同三司の位を受けた。蕭道成が南兗州刺史となると、景素は都督の任を解かれた。
このころ文帝の諸子はみな亡くなっており、孫たちのなかで景素だけが成長していて、文章や書籍を好み、才能ある人士を集めていたため、その名声は高かった。宋の朝廷では後廃帝の暴虐がひどく、帝の母の一族である陳氏や帝の側近の楊運長・阮佃夫らが専横のふるまいをしていたが、かれらは年長で名望高い皇族である景素が立つことを恐れていた。元徽3年（475年）、景素の部下の防閤将軍の王季符が景素の命に反して処分を受けると、これを恨んで単騎で建康に入り、「景素が反乱を企てている」と楊運長・阮佃夫らに告げた。楊運長らは軍を派遣して景素を討とうとしたが、蕭道成や袁粲以下の群臣が強く反対した。景素は嫡子の劉延齢を建康に派遣して、申し開きを述べさせた。楊運長らは王季符を梁州にうつし、景素の征北将軍・開府儀同三司の位を剥奪した。
後廃帝の非行はつのり、朝野は景素に心を寄せ、陳氏や楊運長らはますます猜疑を強めた。景素は自らを守るため、司馬の何季穆・録事参軍の殷濔・記室参軍の蔡履・中兵参軍の垣慶延・側近の賀文超らと協議した。参軍の沈顒・毌丘文子・左暄や南徐州西曹の王潭らが景素の爪牙となって軍を整えた。何季穆は従弟の何豫之を推挙して参軍とした。何豫之・王潭・賀文超らは景素の命を受けて京口と建康のあいだを行き来して、有力者に金帛を渡して協力を要請した。このため黄回・高道慶・曹欣之・韓道清・郭蘭之・垣祗祖らが景素についた。
このころ後廃帝には単騎で外出して郊外を走り回る趣味があったため、曹欣之・韓道清・郭蘭之らは蕭道成を引き入れて、外出した後廃帝を拉致し、景素を奉戴しようと計画した。景素は軽挙をいさめてその計画を止めさせた。また楊運長が周天賜を京口に派遣して、いつわって景素に取り入らせ、反乱計画を勧めさせたことがあった。景素は周天賜が楊運長に派遣されてきたものと知ると、反乱を使嗾した罪で周天賜を斬って、その首級を建康に届けさせた。
元徽4年（476年）7月、垣祗祖が数百人を率いて京口の景素のもとに逃げ込んできた。垣祗祖は建康がすでに争乱状態にあると告げ、すみやかに建康に進軍するよう勧めた。景素はこれを信じて、数千人を率いて挙兵した。楊運長らは景素の謀反を警戒し続けてきたため、垣祗祖が逃げたと聞くと、即座に防備を固めた。蕭道成が玄武湖に駐屯し、任農夫・黄回・李安民らが歩兵を率い、張保が水軍を率いて、景素の討伐に出立した。南豫州刺史の段仏栄が都統となり、そのほかの軍も相次いで出立した。冠軍将軍の蕭賾は東府城に駐屯した。蕭道成は黄回が景素と内応を約していることを知って、李安民と段仏栄を黄回とともに行かせてその暴発に備えさせた。
景素は竹里に拠って、官軍を迎え撃とうとした。しかし垣慶延・垣祗祖・沈顒らが反対したため、撤退した。任農夫らが進軍して市邑のまわりを放火したが、垣慶延らには戦意がなく、それを傍観した。景素には軍略がなく、なすところを知らなかった。景素の側近の勇士数十人は西渚に停泊していた張保の水軍を襲撃して、張保を斬ったが、諸将に続く者はなく、官軍に撃破された。官軍が京口の城池に肉薄すると、沈顒がまず離反し、垣祗祖がそれに続いて、景素の諸軍は相次いで敗走した。左暄は景素に義理立てして奮戦し、万歳楼の下で官軍に横射したが、もとより少勢のため官軍の進攻を阻止できず、その後逃走した。右衛殿中将軍の張倪奴と前軍将軍の周盤龍が京口城を攻め落とすと、景素は張倪奴に捕らえられて斬られた。享年は25、そのまま京口に葬られた。
垣慶延・垣祗祖・左暄・賀文超らは殺害された。殷濔と蔡履は梁州にうつされた。何季穆は事前に官を異動していたため、禍に遭わずにすんだ。そのほかはみな逃亡したが、赦免にあった。曹欣之が裏切って韓道清・郭蘭之を告発したため、韓道清らは処刑された。黄回・高道慶らは、蕭道成が保護したため無事であった。
景素の敗死後、もとの記室参軍の王螭ともとの主簿の何昌㝢が上書して景素の冤罪を訴えた。南朝斉が建国されると、劉璡が景素の名誉回復を訴え、王礼によって改葬された。

## 子女
景素の乱の後、景素の子の劉延齢とふたりの幼子は処刑された。
- 劉延齢（嫡子）
- 劉延年（字は徳沖、始平王）
- （不詳）

長沙王劉義欣の子の劉勰の三男である劉恬（? - 478年）が秭帰県侯となり、建平王劉宏の後を嗣いだ。
景素の娘が一人生き残り、後に褚球の妻となった。

## 伝記資料
- 『宋書』巻72 列伝第32
- 『南史』巻14 列伝第4